# Ra (goa'uld)
Ra je fiktivní postavou ze světa Hvězdné brány. Poprvé se objevil ve filmu Hvězdná brána, dále pak ve filmu Hvězdná brána: Návrat a v jednom díle seriálu Hvězdná brána, (epizoda Moebius 8. řada). 
V seriálu byl označen jako vládce Goa'uldů. Postava Raa byla založena na egyptském bohovi slunce Re. 
Podle mytologie Hvězdné brány před 10 000 lety Ra cestoval po galaxii hledaje nového hostitele, který by mohl zajistit jeho nesmrtelnost. Objevil Zemi, kde našel domorodé obyvatele, kteří se dají snadno oživit pomocí jeho pokročilé technologie. Zmocnil se těla mladého Egypťana a vládl na planetě jako bůh. Postavil egyptské pyramidy jako přistávací plochy pro své mateřské lodě  Během své vlády rozesílal lidi po galaxii pomocí Hvězdné brány. Ra také vlastnil Antické ZPM, které bylo uloženo v pokladnici jeho chrámu v Gíze, ale se zařízením bylo zacházeno jako s náboženskou relikvií a Ra nikdy nevěděl, že je to mohutný zdroj energie. 
Ra byl nejmocnější z Goa'uldů s titulem nejvyšší Vládce soustavy. Jeho královna byla Hathor, jeho syn byl Heru'ur, a jeho bratr a nepřítel byl Apophis. Ra také porazil královnu Tok'rů Egerii a bojoval s Goa'uldem Shaq'ranem o planetu Pangar.
Před pěti tisíci lety se lidé na Zemi vzbouřili proti Raovi a zakopali jeho Hvězdnou bránu v Egyptě. Aby mohl zabránit dalšímu podobnému povstání, zakázal Ra lidem číst a psát na svých dalších planetách, včetně Abydosu.  Ve filmu Hvězdná brána, pozemský tým vedený plukovníkem Jackem O'Neilem cestuje na Abydos skrze Hvězdnou bránu, aby prozkoumal oblast, a bude-li to nezbytné, zničil cestu na Zemi pomocí nukleární bomby. Jsou zajati Raovou armádou při jeho návratu na planetu. Ra plánuje poslat bombu na Zemi spolu s naquahdahem, který zesílí explozi. O'Neil a jeho tým unikne a posléze vede úspěšné povstání obyvatel Abydosu. Když Ra opouští planetu, O'Neil transportuje aktivovanou bombu na jeho loď pomocí transportních kruhů a zničí ho. Raova smrt upozorní další Goa'uldy na Zemi. Vytváří mocenské vakuum mezi Vládci soustavy, které umožňuje Goa'uldovi Apophisovi stát se mocnějším.